# Butheoloides milloti
Espèce
Butheoloides milloti est une espèce de scorpions de la famille des Buthidae.

## Distribution
Cette espèce est endémique du Mali. Elle se rencontre vers Sangha.

## Étymologie
Cette espèce est nommée en l'honneur de Jacques Millot.

## Publication originale
- Vachon, 1948 : « Études sur les Scorpions. III. Description des Scorpions du Nord de l'Afrique. » Archives de l'Institut Pasteur d'Algérie, vol. 26, no 2, p. 162-208.